# Língua ndai
A língua kyak é uma língua adamawa quase extinta do norte dos Camarões.